# Magna Carta Cartel
I Magna Carta Cartel (noti anche come MCC) sono una band rock alternativo e progressivo svedese, fondata nel 2006 da Martin Presner.

## Storia
Il gruppo è stato fondato dal chitarrista Martin Presner e da Tobias Forge. I due avevano già avuto un'esperienza musicale suonando nel gruppo pop rock Subvision, con il quale avevano pubblicato l'EP So Far So Noir, prima dello scioglimento del gruppo nel 2006. Alla formazione si aggiunse successivamente Simon Söderberg. Il gruppo ha pubblicato l'album l'EP Valiant Visions Dawn nel 2008 e successivamente l'album in studio Goodmorning Restrained.
Il progetto è stato sospeso nel 2010, quando Tobias Forge fondò il gruppo mascherato Ghost con lo pseudonimo di Papa Emeritus, coinvolgendo anche Presner e Söderberg, che vi suonarono mascherati da Nameless Ghouls fino al 2016. In quella data Martin Presner rivelò la sua identità (fu il primo dei Ghost a farlo) e decise di riprendere in mano i Magna Carta Cartel, con i quali pubblicò nel 2017 l'EP The Demon King e il gruppo riguadagnò popolarità suonando l'11 gennaio 2018 al festival Where's the Music? a Norrköping.

## Formazione

### Formazione attuale
- Martin Presner - chitarra, voce (2006-2010; 2016-presente)
- Pär Glendor - chitarra, tastiere
- Arvid Persner - batteria
- Niels Nielsen - tastiere, produzione

### Ex componenti
- Tobias Forge - chitarra, basso (2006-2010)
- Simon Söderberg - chitarra, voce (2006-2010)

## Discografia

### Album in studio
- Goodmorning Restrained (2009)

### EP
- Valliant Visions Dawn (2008)
- The Demon King (2017)

### Singoli
- The Demon King (2017)
- The Sun & the Rain (2017)